# Uusimaa de l'Est
L'Uusimaa de l'Est, Östra Nyland en suédois est le nom d'une ancienne région du sud-est de la Finlande, appartenant à la province de Finlande méridionale. Elle avait pour capitale Porvoo.
C'est région avait été créée à la suite de la réforme de 1997, mais a été supprimée et fusionnée au 1er janvier 2011 avec la région d'Uusimaa.

## Géographie
La région était la plus petite de Finlande. Elle était bordée au sud par le Golfe de Finlande. Les régions frontalières étaient : au nord le Päijät-Häme, à l'est la Vallée de la Kymi, à l'ouest l'Uusimaa.

## Histoire
La région correspondait à la partie centre-est de l'ancienne province historique d'Uusimaa. En 1997, pour tenter de réduire l'influence d'Helsinki, il fut décidé de scinder l'ancien Uudenmaan lääni (province d'Uusimaa), avec à l'ouest l'Uusimaa autour d'Helsinki et à l'est une nouvelle région autour de la capitale historique de la province, Porvoo : l'Uusimaa de l'Est. Cependant cette région a été supprimée et à nouveau fusionnée au 1er janvier 2011 avec la région d'Uusimaa.

## Communes
Dix municipalités composaient la région, dont deux villes. Pernå et Liljendal sont les deux communes à majorité suédophones les plus orientales du pays.
- Askola
- Lapinjärvi
- Liljendal
- Loviisa (ville)
- Myrskylä
- Pernå (Pernaja)
- Porvoo (ville)
- Pukkila
- Ruotsinpyhtää
- Sipoo